# 錫卡莫爾 (伊利諾伊州)
錫卡莫爾又稱詩歌舞（英語：Sycamore）是一個位於美國伊利諾伊州迪卡爾布縣的城市。根據2010年美國人口普查，該地人口為17519人，而該地的面積約為25.14平方千米。同時該地也是迪卡爾布縣的縣治。

## 地理
錫卡莫爾的座標為41°59′02″N 88°41′39″W / 41.98389°N 88.69417°W，而該地的平均海拔高度為260米（即854英尺）。